# Uruguai nos Jogos Pan-Americanos de 1963
O Uruguai competiu nos Jogos Pan-Americanos de 1963 em São Paulo de 20 de abril a 5 de maio de 1963. Conquistou 4 medalhas de ouro e doze no total, foi a melhor edição pan-americana do país.